# Acraea depunctella
Acraea depunctella är en fjärilsart som beskrevs av Embrik Strand 1911. Acraea depunctella ingår i släktet Acraea och familjen praktfjärilar. Inga underarter finns listade i Catalogue of Life.